# Al-Kunajsa
Al-Kunajsa (arab. الكنيسة) – miejscowość w Syrii, w muhafazie Idlib. W 2004 roku liczyła 2373 mieszkańców.